# Arsenal militaire maritime de Tarente
L'arsenal maritime militaire de Tarente (en italien: Arsenale militare marittimo di Taranto) est, avec les arsenaux d'Augusta (Arsenale militare marittimo di Augusta) et de La Spezia (Arsenale militare marittimo della Spezia), l'un des trois encore actifs de la Marina Militare (Marine militaire italienne).

## Histoire
Depuis 1865, le besoin de la nation nouvellement unifiée de disposer de nouvelles bases navales et d'arsenaux militaires a encouragé le sénateur Cataldo Nitti de Tarente à proposer Tarente comme site approprié à des fins défensives. La commission nationale spécifiquement formée donne son accord à la proposition, chargeant le capitaine de frégate (capitano di fregata) Simone Antonio Pacoret De Saint-Bon d'établir un plan des travaux à réaliser: l'officier conçoit un imposant arsenal avec deux casernes, un hôpital, sept cales sèches et sept cales de halage, projet qui ne sera jamais réalisé en raison de son coût trop élevé.
La construction de l'arsenal maritime militaire de Tarente fut cependant décidée par le Parlement italien avec la loi n° 833 du 29 juin 1882, pour répondre à la nécessité toujours croissante de défendre l'Italie, qui penchait vers la mer Méditerranée.
Les travaux ont commencé en septembre 1883, dans le premier sein de la Mar Piccolo (golfe de Tarente), sur un projet du général Domenico Chiodo, d'une ampleur beaucoup plus modeste que celui de Saint-Bon, et se sont achevés six ans plus tard. L'arsenal a en effet été inauguré le 21 août 1889 en présence d'Umberto Ier de Savoie.
La somme engagée pour cette opération était de 9 300 000 lires, y compris l'élargissement du canal navigable pour relier la Mar Piccolo à la Mar Grande. Ces travaux, qui ont impliqué la démolition de bâtiments anciens comme la Villa Capecelatro du XVIIIe siècle, ont mis au jour des structures d'installations portuaires de l'époque classique et des nécropoles gréco-romaines riches en découvertes archéologiques, dont beaucoup ont été volées.
Pour répondre aux besoins de transport des ouvriers qui travaillaient dans l'arsenal, en 1922 a été inauguré le réseau de tramway de la ville qui a vu un terminus devant l'entrée de la structure. Il a été actif jusqu'en 1950.
La construction de navires de guerre a commencé en mars 1894 et s'est terminée en mars 1967, année où la Marina Militare a décidé d'abandonner les nouvelles constructions pour se consacrer à la seule tâche de soutenir et de maintenir l'efficacité de la flotte.
Le 15 août 1917, il y avait une école d'hydravions avec 6 Macchi L.1, 1 Macchi L.2 et 4 FBA Type H. Le 10 juin 1940, il abrite le 142e escadron autonome de reconnaissance maritime et la 3e section côtière autonome de l'aviation auxiliaire de la marine (Aviazione ausiliaria per la Marina).
Le 29 avril 2005, en mémoire de la glorieuse histoire des sous-mariniers italiens, la nouvelle école de sous-marins de la marine italienne a été inaugurée près des docks, avec des simulateurs modernes et des méthodes de formation d'avant-garde, également disponibles pour les marines alliées opérant en dehors du bassin méditerranéen.
L'Arsenal occupe une superficie de plus de 90 hectares, dont 70 sont découverts, délimités par un mur de 7 mètres de haut et de 3 250 mètres de long, et possède un front de mer d'environ 3 km, à partir duquel 4,5 km de quais s'étendent le long de la rive sud de la Mar Piccolo. La zone est organisée en quatre zones : la zone de gestion générale, la zone des systèmes de combat à l'ouest, la zone des plates-formes au milieu, la zone des services à l'est. Il est équipé de 5 quais flottants, dont le plus moderne peut accueillir des unités allant jusqu'à 6 000 tonnes, et de 2 quais en maçonnerie : le Benedetto Brin, construit en 1889, et le Edgardo Ferrati, construit en 1916 et parmi les plus grands d'Europe.

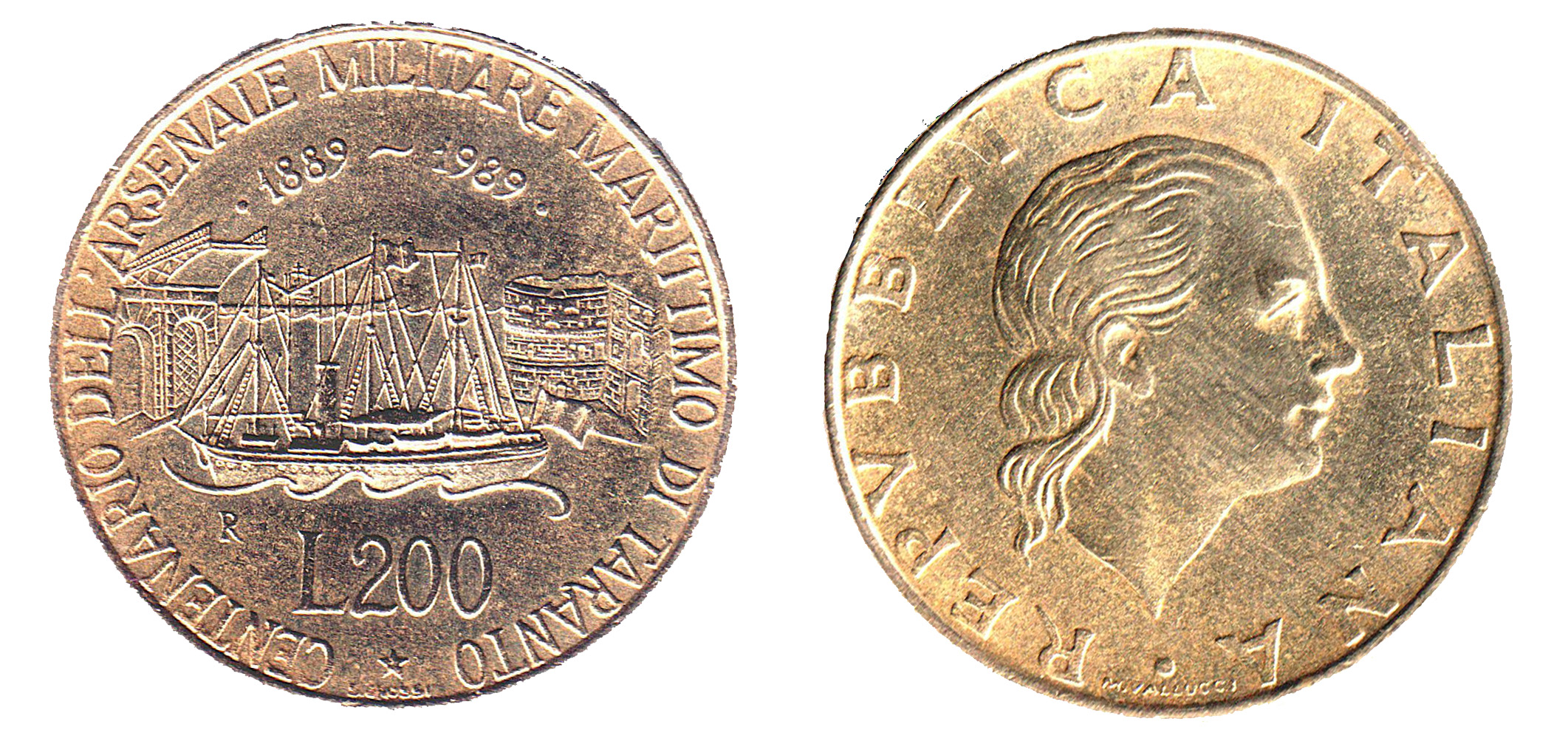
Pièce de 200 lires commémorant le centenaire de l'arsenal militaire maritime de Tarente (1889-1989)

En raison de sa taille et de son emplacement, l'arsenal a grandement influencé le développement urbain de la Tarente moderne. Le bâtiment de la Direction générale est le seul visible au-delà de la haute grille en fer forgé, et possède une façade principale surmontée d'un grand tympan triangulaire avec une horloge mécanique.
À l'intérieur de l'Arsenal se trouve la Mostra Storica Arsenale (Mo.S.A.), une exposition permanente de souvenirs navals ouverte au public pour des visites guidées gratuites du lundi au vendredi.
L'Arsenal a toujours eu un impact considérable sur la ville, tant d'un point de vue économique et entrepreneurial que social et urbanistique. Conçu également pour la construction de navires de guerre, il a apporté, pendant et après les deux guerres mondiales, une contribution décisive à la réparation et à la reconstruction des unités militaires et civiles, tant nationales qu'alliées.

### La nouvelle station
Mais déjà après la guerre, le besoin s'est fait sentir de transférer la station navale à la Mar Grande (golfe de Tarente), à la fois pour assurer une plus grande mobilité de la flotte et pour réduire l'impact que l'ouverture du Ponte Girevole (ou Pont de San Francesco di Paola) a eu sur la ville. Ainsi, avec la construction de la nouvelle station navale, inaugurée le 25 juin 2004, les quais de l'ancien chantier naval sont toujours occupés par des navires désaffectés, des sous-marins et des unités ayant besoin de travaux.
La nouvelle station donne directement sur la Mar Grande à Chiapparo, et constitue la réalisation la plus grandiose pour les forces armées dans la période de l'après-guerre. L'infrastructure se trouve sur une zone appartenant à l'État d'environ 60 hectares et a été construite en deux blocs différents :
- Les travaux en mer, qui ont commencé en 1989 et se sont achevés en 1995, ont nécessité l'excavation de deux millions de mètres cubes de terre, pour faire place à un grand quai et permettre la construction de nouvelles jetées pour l'amarrage d'une vingtaine de navires, ainsi que de deux tunnels contenant les réseaux d'électricité et d'approvisionnement en eau, la transmission de données, le chargement du combustible et la collecte des déchets de bord ;
- Les travaux de terrassement, qui ont débuté en 1997 et se sont achevés en 2003, outre le soutien logistique continu aux navires et au personnel, comprenaient la construction d'ateliers pour l'entretien des navires, d'entrepôts pour le stockage des matériaux, d'une tour de contrôle pour réguler le trafic entrant et sortant de la rade, d'un héliport et d'un réseau routier interne de 4 750 mètres.

La nouvelle station navale peut employer jusqu'à 4 000 personnes.

## Personnel
Le personnel du chantier naval est composé d'environ 200 membres de la Marine et de 2 300 civils, employés dans les nombreux départements spécialisés dans le travail à bord: des plus traditionnels, comme les constructions en fer, l'ingénierie, la création de drapeaux, à ceux à fort contenu technologique, comme la révision et la réparation de systèmes de missiles, télécommunications , radar, réparation de modules et de cartes électroniques.

## Galerie

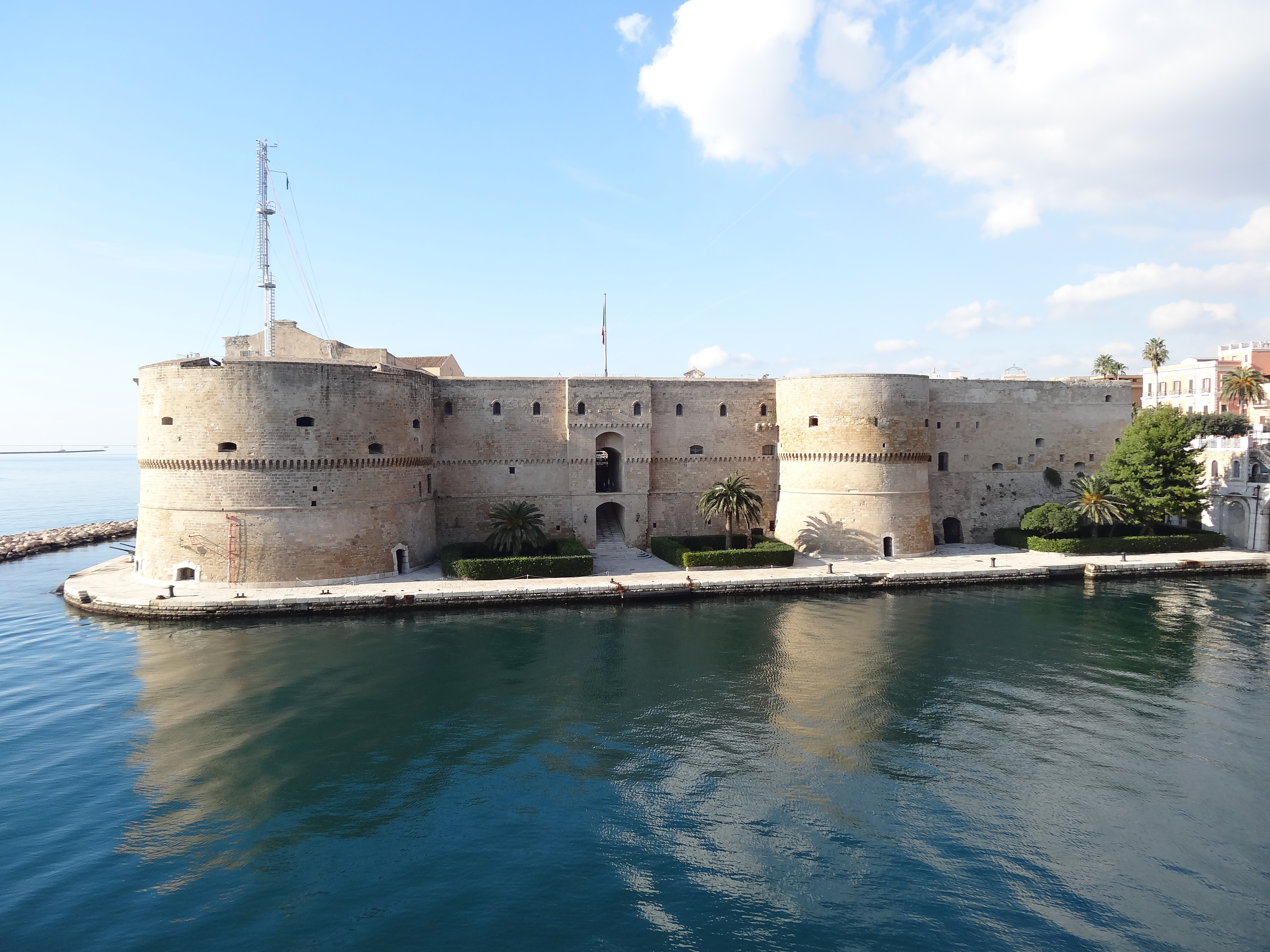
Castello Aragonese au bord du canal
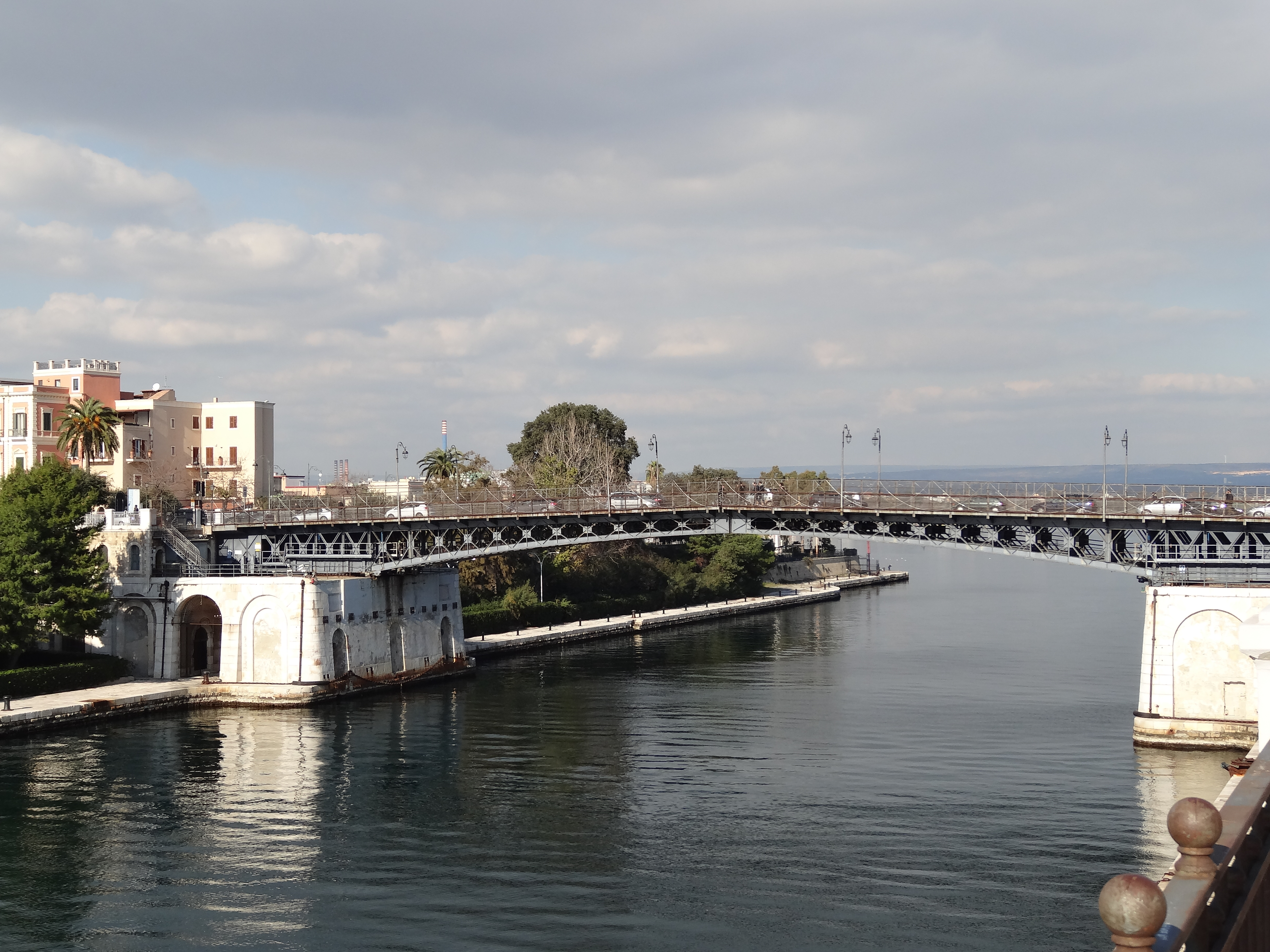
Pont tournant sur le canal
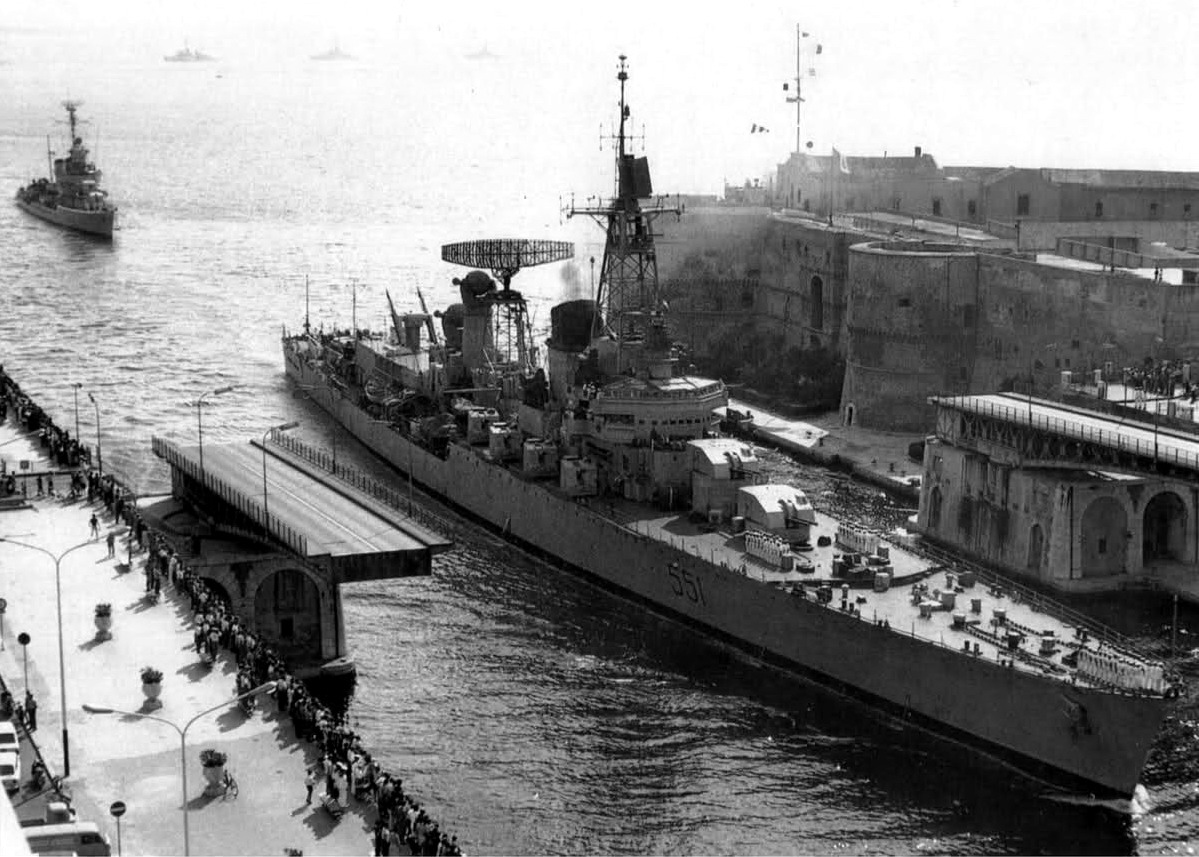
Le croiseur Garibaldi en 1967 sur le canal
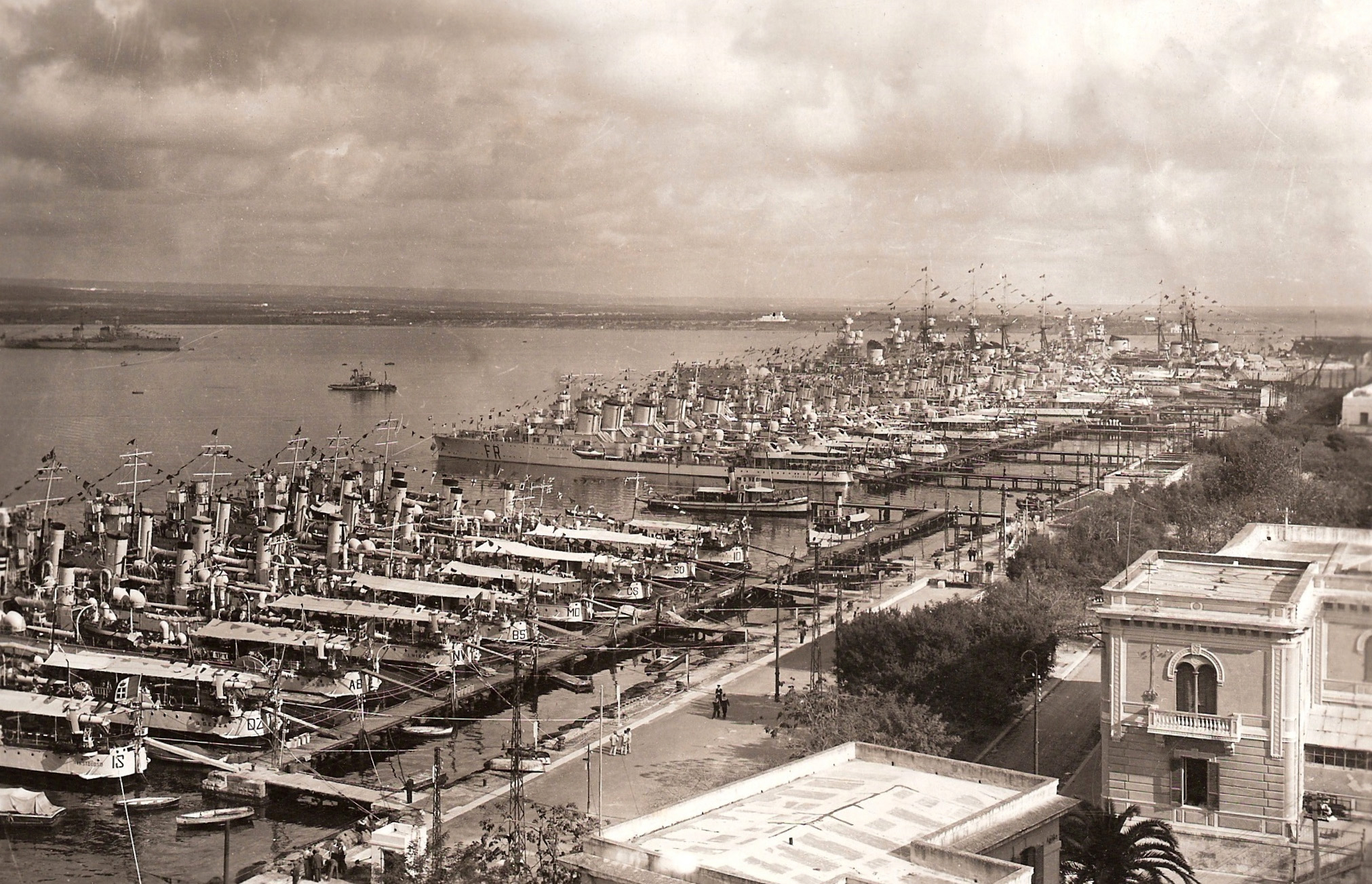
Base dans la Mar Piccolo en 1921

## Source
- (it) Cet article est partiellement ou en totalité issu de l’article de Wikipédia en italien intitulé « Arsenale militare marittimo di Taranto » (voir la liste des auteurs).